# Aphonopelma hageni
Aphonopelma hageni là một loài nhện trong họ Theraphosidae.
Loài này thuộc chi Aphonopelma. Aphonopelma hageni được Embrik Strand miêu tả năm 1906.